# Distrito de Cabana (Lucanas)
El distrito de Cabana es uno de los veintiuno que conforman la provincia de Lucanas ubicada en el departamento de Ayacucho en Sur del Perú.

## Creación política y capital
El distrito fue creado en los primeros años de la República. Su capital es el centro poblado de Cabana.

## Atractivos turísticos
- Casa del cronista Felipe Guamán Poma de Ayala, casa ubicada en el poblado de Sondondo a orillas del río del mismo nombre. El cronista refiere haber vivido en esta zona y que antiguamente se llamaba Suntunto.

- Jincamoqo, sitio arqueológico de la cultura Huari, descubierto por la arqueóloga Katherina Schreiber, quien encontró cerámica, construido con el objetivo de controlar los recursos en el valle del Sondondo. Fue declarado Patrimonio Cultural de la Nación por Resolución Directoral Nº 197-INC, del 2 de abril de 2003.[2]

- Sondondo, Ubicado a 5 km de Cabana Sur, a orillas del río Sondondo a una altitud de 2300 m s. n. m. Fue declarado patrimonio Cultural de la Nación mediante Resolución Directoral N° 024-INC del 12 de enero de 2009.

- Catarata de Limayhuacho, con una caída de 40 m de altura y que está ubicada a 100 m de la plaza principal de la Comunidad de Sondondo.

- Flora y fauna, tiene una vegetación nativa como los molles, maguey, eucaliptos, retamas, entre otras. En la fauna podemos mencionar las aves silvestres como los loros y otros animales que se encuentran en las alturas como las tarukas (venados), zorros, zorrillos, pumas (llamado león andino), vizcachas, gato montes (oscco) y el gran amo de los cielos, el cóndor, etc.

## Autoridades

### Municipales
- 2019 - 2022[3]
  - Alcalde: Guzmán Chava Cupe, del Movimiento Regional Gana Ayacucho.
  - Regidores:

  1. Gregorio León Huayapa (Movimiento Regional Gana Ayacucho)
  2. Clino Percy León Berrocal (Movimiento Regional Gana Ayacucho)
  3. Nelly Fajardo Andia (Movimiento Regional Gana Ayacucho)
  4. Héctor Raúl Cupe Romero (Movimiento Regional Gana Ayacucho)
  5. Hayde Maribel Quispe Nina (Desarrollo Integral Ayacucho)